# سون تریز (سن خوزه)
سون تریز (به انگلیسی: Seven Trees) یک منطقهٔ مسکونی در ایالات متحده آمریکا است که در شهرستان سانتا کلارا، کالیفرنیا واقع شده‌است. سون تریز ۰٫۴ کیلومتر مربع مساحت و ۱٬۶۶۶ نفر جمعیت دارد و ۴۸ متر بالاتر از سطح دریا قرار دارد.